# Lauritz.com
Lauritz.com A/S är ett danskt auktionshus med huvudkontor i Köpenhamn.
Lauritz Christensen grundade Lauritz Christensen Auktioner på Søtorvet i Köpenhamn 1885. Företaget övertogs 1998 av Bengt Sundström och omvandlades med start i december 1999 till ett internetföretag med – från våren 2000 – auktioner enbart på nätet och namnändrades samtidigt till Lauritz.com. Auktionshuset har dock fortfarande varorna fysiskt inspekterade och utställda i sina lokaler. Företaget gick i konkurs den 11 juli 2023.
Lauritz.com har (2017) 14 lokaler i Danmark, 8 i Sverige, 3 i Tyskland och en i vardera Belgien och Norge. Det köpte 2000 Falkloos Auktioner AB, 2013 danska och norska QXL, 2014 Stockholms Auktionsverk och Helsingborgs Auktionsverk, 2015 Kunst & Auktionshaus i Köln i Tyskland och 2016 Karlstad-Hammarö Auktionsverk.
Lauritz.com:s moderföretag Lauritz.com Group A/S är sedan 2016 listat på Nasdaq Firth North i Stockholm. Företagets största ägare är Bengt Sundström, Bure Equity,  Catella Fondförvaltning, Swedbank Robur Fonder och Rite Internet Ventures Holding.